# Gietdarm

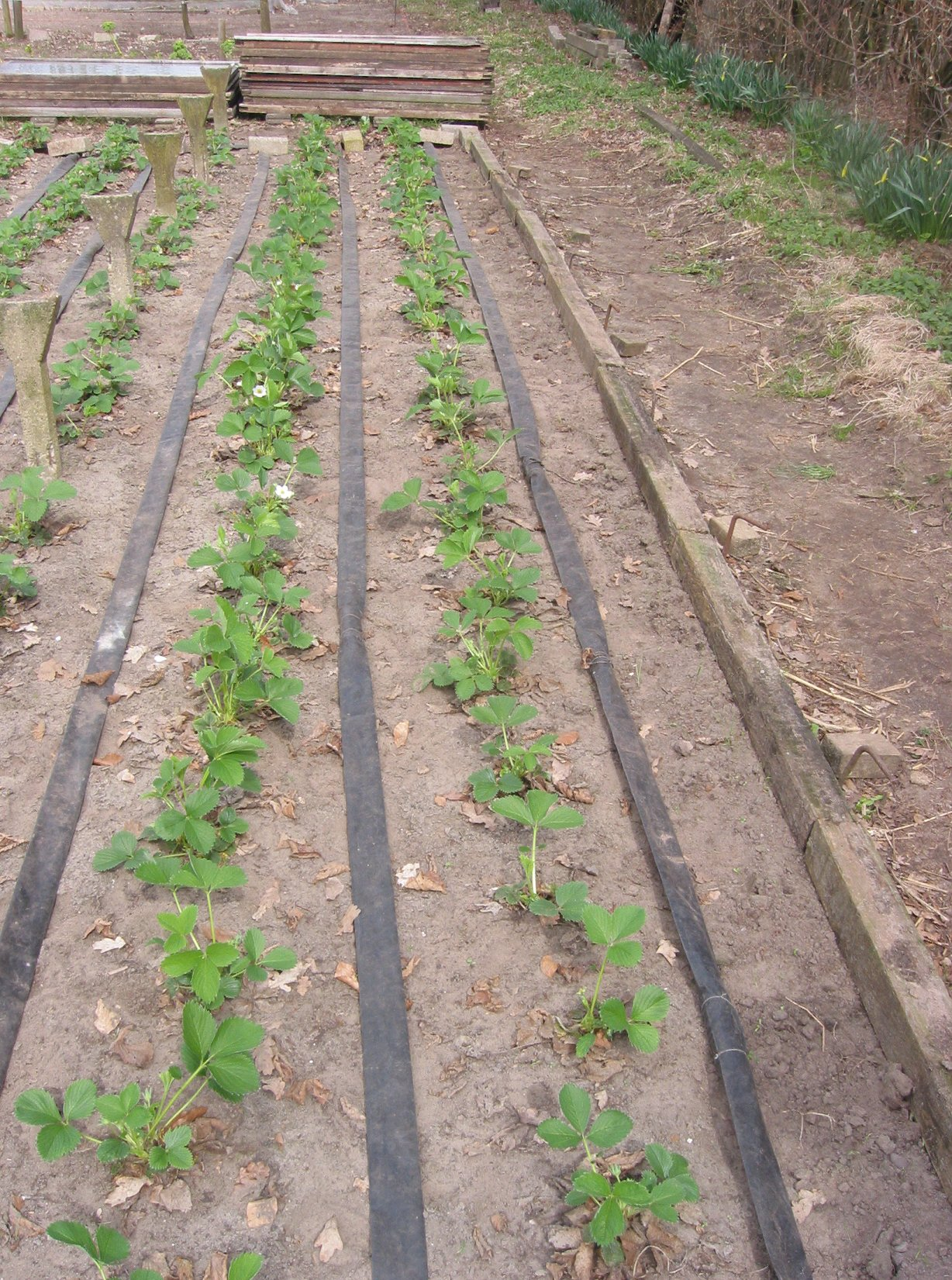
Gietdarmen tussen aardbeiplanten in een platte bak

Een gietdarm is een platte slang, die gemaakt is van zwarte plastic folie. Op regelmatige afstanden zijn kleine gaatjes in de darm aangebracht. Als er onder druk water in de gietdarm gepompt wordt, krijgt de darm een ronde vorm en komen er straaltjes water uit de gaatjes.
Gietdarmen worden toegepast voor het water geven onder plastic folie of glas bij onder andere de teelt van aardbeien.
Ook voldoen gietdarmen goed in tuinen tussen de lagere beplantingen.